# Josef Hegenbarth

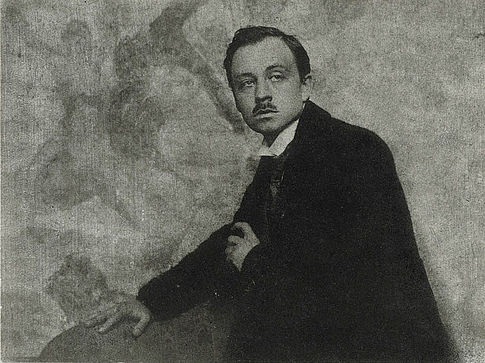
Josef Hegenbarth (um 1915). Foto von Hugo Erfurth

Josef Hegenbarth (* 15. Juni 1884 in Böhmisch Kamnitz, Österreich-Ungarn; † 27. Juli 1962 in Dresden) war ein deutscher Grafiker, Zeichner, Maler und Illustrator.

## Leben

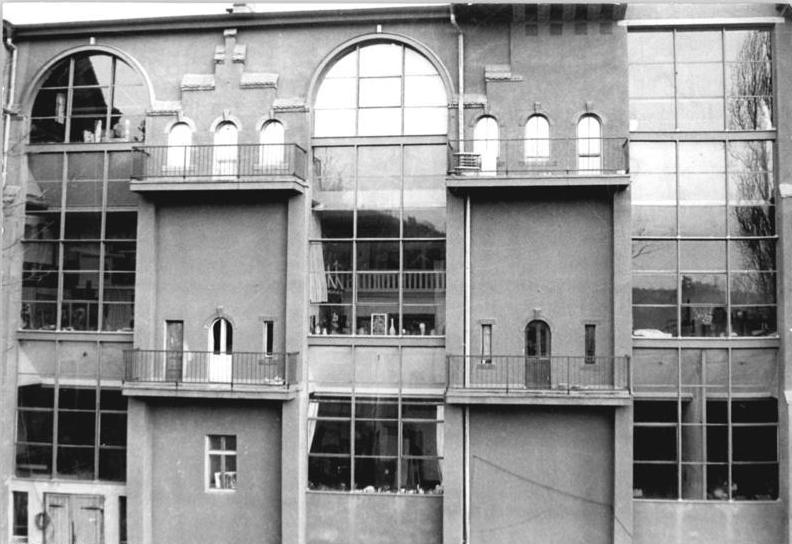
Das von Martin Pietzsch errichtete Künstlerhaus Dresden-Loschwitz bot Hegenbarth Wohnung und Atelier.

### Kindheit und Jugend
Josef Hegenbarth war der Sohn von Franz Josef Hegenbarth (1846–1916), eines Glasfabrikanten und Glasraffineurs und Inhaber der Firma „Hegenbarth & Söhne“ in Böhmisch-Kamnitz. Seine Mutter Marie Palme (1860–1929), Tochter des Lüsterfabrikanten Elias Palme, stammte aus dem benachbarten Steinschönau. Er wuchs mit seinen beiden jüngeren Schwestern Elisabeth (1885–1944) und Gertrud (1890–1965) in seinem Geburtsort auf.
Schon früh zeigte sich sein außergewöhnliches Zeichentalent. Nach dem Besuch der Volksschule in Böhmisch-Kamnitz wechselte Hegenbarth zur Realschule der k. u. k. Bezirksstadt Böhmisch-Leipa. Später, 1934, schrieb er darüber: „Hier vergewaltigte die damalige Zeichenmethode, was mir die Natur an naiver Freude gegeben.“ Während seiner Schulzeit begann eine seelische Erkrankung, die dazu führte, dass er im Alter von 13 Jahren die Quarta verließ. Ihre Ursache lag wohl in einer unbewältigten religiösen Erschütterung, die so stark gewesen sein muss, dass er sich in klinische Obhut begab. Diese Jugendjahre und ihre Krise bleiben weitgehend im Dunkeln, waren aber sicherlich ein wesentlicher Impuls für seine wiedergewonnene künstlerische Kreativität. Einige Jahre später schrieb er selbst: „Erst ein jahrelanges Kranksein sollte mir die Lust am Stifte wiedergeben, die seit meiner Kindheit verkümmert in mir lag.“ Mit etwa 21 Jahren hatte er seine seelisch-religiöse Krise überwunden und gleichzeitig eine besondere Empfindsamkeit und Feinnervigkeit gewonnen, die ihn und seine künstlerischen Aussagen ein Leben lang prägten.

### Dresdener Jahre (1905–1917)
Schon als Junge hatte Josef Hegenbarth seinen 16 Jahre älteren Vetter Emanuel Hegenbarth häufig an der Staffelei beobachtet und war von ihm stark beeindruckt. Als dieser 1903 einen Ruf an die Königliche Akademie der bildenden Künste nach Dresden (Klasse Tiermalerei) erhielt, folgte ihm Josef Hegenbarth 1905. Er ließ sich in Dresden nieder, arbeitete im Selbststudium und legte Emanuel in regelmäßigen Abständen seine Arbeiten zur Beurteilung und Korrektur vor. Zum Wintersemester 1908/09 trat Josef Hegenbarth in die Königliche Kunstakademie ein und begann im Zeichensaal bei Richard Müller. Bald übersprang er jedoch die Zeichenklasse und setzte seine Studien im Malsaal in der Oberklasse von Carl Bantzer fort, mit dem es zu heftigen Auseinandersetzungen kam. Zum Wintersemester 1909/10 wechselte er für ein Semester in die Oberklasse von Oskar Zwintscher. Ab dem Wintersemester 1912/13 wurde er Meisterschüler von Gotthardt Kuehl, als dessen Schüler er sich ausdrücklich bezeichnete. Dennoch war er sich der „Gegensätzlichkeit der künstlerischen Auffassungen“ bewusst, die zu starken Konflikten führte. Im Rückblick äußerte er sich: „(E)s war gut, denn es formte.“ Von Kuehl lernte Hegenbarth, sich der äußeren Realität zuzuwenden, in deren künstlerischen Gestaltung er immer stärker einen eigenen Stil entwickelte. Mit dem Tod von Kuehl und seinem folgenden Abschied aus der Akademie zu Ostern 1915 hatte er bereits ein besonderes Maß an künstlerischer Reife erlangt. Und doch blieb er ein Suchender.

### Intermezzo: Prager Jahre (1917–1919)
1917 wurde Josef Hegenbarth als zum Militärdienst untauglich eingestuft. Da sich die Verhältnisse im Kriegsjahr 1917 auch in Dresden verschlechterten und ihn „Sehnsucht nach der böhmischen Landschaft“ ergriff, zog er bis 1919 nach Prag-Dejwitz und ging in die Grafikklasse von August Brömse an der Prager Kunstakademie und blieb der Stadt, die ihn sehr beeindruckte, zeitlebens verbunden. Bei Brömse lernte er die Kaltnadeltechnik kennen. In den vorangegangenen Dresdener Jahren hatte er nur Ätzradierungen gearbeitet, deren chemische Dämpfe ihn gesundheitlich zunehmend belasteten. Mit der neuen Technik konnte er seine künstlerischen Ideen besser umsetzen. In diesen Jahren entstand ein umfassendes Werk von mehreren hundert Radierungen: einerseits Stoffe der Bibel, v. a. des Neuen Testaments, und der Weltliteratur, andererseits seine Vorstellungen von Geburt, Krankheit und Tod, von Liebe, Ehe, Eifersucht und von Tages- und Jahreszeiten und seiner Umwelt allgemein.
1919 gründeten Brömses Schüler die Künstlergruppe „Die Pilger“, die mit vier Graphik-Mappen hervortrat, an denen sich Josef Hegenbarth beteiligt hatte, und die bis 1923 bestand. Nach Brömses Tod ging aus der Künstlergruppe „Die Pilger“ 1928 die Prager Secession hervor, deren Mitglied Josef Hegenbarth von Anfang bis zu deren Ende 1937 war.

### Dresdener Jahre (1919–1962)

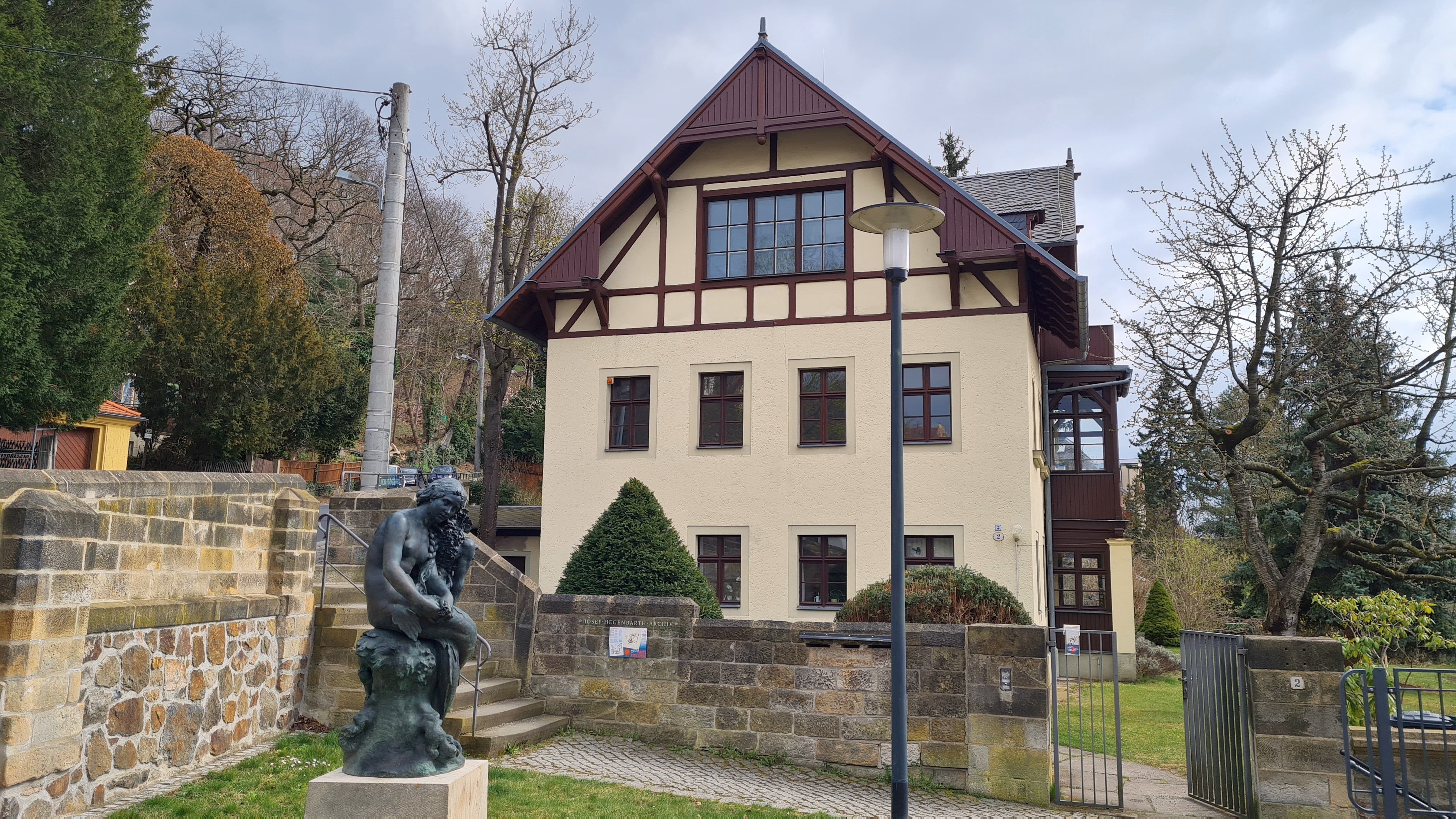
Haus Calberlastraße 2 mit Atelierfenster unter dem Dach

Hegenbarth kehrte 1919 nach Dresden zurück, behielt aber seine Wohnung in Prag-Dejwitz bis 1921. Im selben Jahr erwarb er ein Haus in der Calberlastraße 2 in Dresden-Loschwitz und richtete sich im obersten Stockwerk ein Atelier ein. 1936 heiratete er Johanna Aster (1897–1988), Tochter des Loschwitzer Architekten Georg Aster (1849–1917) und seiner Frau Camilla Olga, geb. Schauer (1860–1940), die er schon geraume Zeit gekannt hatte. Die Ehe blieb kinderlos. Schon seit einigen Jahren verbrachte das Ehepaar Hegenbarth in der Sommerzeit jeweils mehrere Wochen im väterlichen Haus in Böhmisch Kamnitz, in dem ihm eine kleine Wohnung zur Verfügung stand. Im September 1943 entschloss man sich, für die Dauer des Krieges und vor allem wegen der Gefahr drohender Luftangriffe, ganz in Böhmisch Kamnitz zu bleiben. Nach den alliierten Bombardierungen Dresdens im Februar 1945 holte Hegenbarth als Vorsichtsmaßnahme seinen gesamten beweglichen Besitz sowie sein Lebenswerk aus Dresden nach Böhmisch Kamnitz, um ein Jahr später im Zuge der Vertreibung der Deutschen aus der Tschechoslowakei alles zu verlieren.
In einem Brief vom 18. Mai 1946 an Ellen Panse bilanziert er: „Ich überschritt am 26. Oktober als Freiwilliger die Grenze und dankte Gott unendlich für die Gnade, wieder bei meinem Volk sein zu können, wieder sprechen zu können und verstanden zu werden. Ich kam mit Hanna mit je 30 kg Gepäck zurück, körperlich und seelisch völlig gebrochen.“ Für Hegenbarth folgte ein viermonatiger Krankenhausaufenthalt, bis er in sein Haus zurückkehren konnte. Wieder bei Kräften, versuchte er nicht, das Verlorene nachzugestalten, sondern nahm sich neue Projekte vor. Erhard Frommhold, Cheflektor im Dresdner Verlag der Kunst und neben und mit Hegenbarth ein Spaziergänger auf den Wegen in Loschwitz, schreibt 1976:
„Die Zurückhaltung und Unsicherheit, die ihm die Kunstpolitik der Nazis zwölf Jahre lang auferlegt hatte, war nach der Befreiung einer fast ungezügelten Produktivität gewichen. Sie war auch der springende Punkt des psychologischen Phänomens Hegenbarth. Sein Werk ruhte bis dahin in sich, es ordnete sich trotz mancher individuellen Eigenarten in die Zeit ein, und nun brach es plötzlich aus sich heraus, strömte über die alten Ufer. Hegenbarth war mindestens sechzig Jahre alt, als er sich in die Geschichte der modernen deutschen Kunst mit einer ganz eigenen Handschrift einzuschreiben begann.“
Erst 1957 wurde Josef Hegenbarth mit Hilfe des Außenministers der DDR, Lothar Bolz, ein Teil der in der Tschechoslowakei verbliebenen Werke ihm von der dortigen Regierung rückübereignet, vor allem die Gemälde. Einige Zeichnungen sind bis heute verschollen.
Seit den 1920er Jahren fanden sich Zeichnungen und Radierungen Hegenbarths in verschiedenen Zeitschriften, Journalen und Kalendern, regelmäßig in der illustrierten Wochenschrift Jugend (1924–1936), im Simplicissimus (1925–1944), vereinzelt in Velhagen und Klasings Monatsheften (1924/1925), in Scherl’s Magazin (1930), in Die Dame (1937 und 1942) und in der anfangs sich am Bauhaus orientierenden Zeitschrift die neue linie (1940–1943). Hegenbarth schickte immer einige Zeichnungen zur Auswahl ein, die jeweilige Redaktion wählte ein Bild aus und schrieb einen passenden Text dazu. Die gleiche Praxis galt auch für Beiträge zu anderen Editionen z. B. für den Kalender Kunst und Leben (1928–1941).
Ab 1924/1925 verzichtete Hegenbarth zunehmend auf die Darstellung von Visionen und die Verbildlichung abstrakter Begriffe wie etwa Sehnsucht und Liebe. Neue Inhalte für seine Kunst fand er in der Darstellung des Menschen (Köpfe und Akte) und der ihn umgebenden Realität. Er hielt das wahrgenommene Geschehen fest, seine Bilder haben die Titel:  Auf der Straße, Spaziergänger, Spielende Kinder, In der Straßenbahn, Gartencafé, Kaffeehaus, Kabarett, Im Zoo. Immer häufiger ging er in die Tanzschule der Mary Wigman und in den Zirkus. Dort entstanden Blätter wie Manege, Aus der Revue, Tänzerin, Wanderzirkus, Artisten, Hohe Schule. Ab Mitte der 1930er Jahre wurden Tierdarstellungen zum favorisierten Thema.
Um seine Kunst bekannt zu machen, beschickte er zahlreiche Ausstellungen in Deutschland, Österreich und der Tschechoslowakei. Er zeigte sich seit 1914 als Mitglied oder Gast teilweise oder mit Unterbrechungen auf den Ausstellungen der Münchner Secession (1914–1958), der Dresdner Künstlervereinigung (1914–1939), deren Vorstand er angehörte, der Wiener Secession (1914–1937), des Deutschen Künstlerbundes (1914–1936 und erneut 1952–1964), der Berliner Secession (1916–1932), der Preußischen Akademie der Künste (1924–1939), der Prager Secession (1929–1936), auf den Dresdner Deutschen Kunstausstellungen seit 1946, der Großen Kunstausstellung München seit 1950, des Verbandes Bildender Künstler Deutschlands seit 1951 und der Deutschen Akademie der Künste seit 1955. Insgesamt beteiligte er sich an mehr als 400 Ausstellungen.
In der Zeit des Nationalsozialismus war Hegenbarth Mitglied der Reichskammer der bildenden Künste. Für diese Zeit ist seine Teilnahme an 32 Ausstellungen in Deutschland sicher belegt, darunter 1937 die Große Deutsche Kunstausstellung in München. Nach 1940 stellte er auch in Karlsbad, Prag und Wien aus. 1936 wurde er in der Wochenschrift der SS Das Schwarze Korps einmal scharf angegriffen. Der unbekannte Verfasser urteilte über Hegenbarths Zeichnung Der Unglückswurm, die 1936 in der Oktoberausgabe der Jugend erschienen war: „Leider müssen wir feststellen, daß der von uns angeprangerte und entschieden abgelehnte Ton auch in der ‚Jugend‘ eingerissen ist. [...] Zeichner [Josef] Hegenbarth stellt in der Manier von George Grosz einige Leute auf einer Bank sitzend dar, die uns an die Hochblüte der Entartung und Dekadenz erinnert. Verblödete Gesichter, wie sie [Otto] Dix in seiner ‚Dadazeit‘ so gerne darstellte.“ Danach wurden in der Jugend keine weiteren Zeichnungen von Hegenbarth mehr veröffentlicht. Im Rahmen der Beschlagnahmungsaktionen „Entartete Kunst“ wurden 1937 auch einige Werke von ihm konfisziert und zerstört, darunter drei Gemälde, fünf Aquarelle und drei Druckgrafiken. In der gleichen Zeit kauften Museen aber auch Zeichnungen von Hegenbarth an, so in Breslau und Görlitz (1938, 1941), Duisburg (1935, 1941, 1943), Bautzen, Dessau, Mannheim, Wuppertal (jeweils 1942), Nürnberg (1942, 1943) und Wien (1943, 1944). Hegenbarths Kunstauffassung war von der der Nationalsozialisten weit entfernt, dennoch konnte er eingeschränkt publizieren, sich auf Ausstellungen zeigen und war nicht verfemt. Immer wahrte er in seiner eigentlich unpolitischen Haltung Distanz zu den Machthabern. „Hegenbarth“, so die Kunsthistorikerin Ingrid Koszinowski, „ist ein Künstler der leisen satirischen Töne, ein Zeichner, der beobachtet und notiert, gleichsam absichtslos, was er gesehen hat: Bilder der Wirklichkeit zwischen Satire und Groteske.“
In der Zeit nach 1933 entstanden viele Illustrationen: zu den Fabeln des Äsop, zu Münchhausen und zu Karl Mays Der Schatz im Silbersee  1935, zu den Märchen von Musäus, zum Walthari-Lied und zum Nibelungenlied 1937, zu dem Jugendbuch Die einsame Herde von Christian Munk (Pseudonym für Günther Weisenborn) 1938, zu Kinderliedern Des Knaben Wunderhorn und zu Grillparzer 1939, zu Grimms Märchen, Erzählungen von Flaubert und von E.T.A. Hoffmann und zu Wielands Wintermärchen, zu Victor Hugos Arbeiter des Meeres (verschollen) 1940, zum Till Eulenspiegel und zu E.T.A. Hoffmanns Kater Murr 1941, zum Fräulein von Scuderie, zum Wirtshaus im Spessart und anderen Erzählungen von Wilhelm Hauff, zum Michael Kohlhaas und anderen Erzählungen von Heinrich von Kleist, zum Wehrwolf von Hermann Löns 1943 und zu Goethes Reineke Fuchs 1944. Außer Munks Jugendbuch und Löns‘ Wehrwolf ist von den hier erwähnten Titeln in dieser Zeit nichts publiziert worden.

### Stilistische Entwicklung der Illustrationen
Bis 1945 stand die Pinselzeichnung im Vordergrund der illustrativen Arbeiten Josef Hegenbarths. Mit schwarzer Tinte erzielte er in differenzierten Abstufungen zwischen Schwarz- und Grautönen farbige, malerische Wirkungen. Mitte der 1940er Jahre begann er kleinformatige, zarte Federzeichnungen in dünnem Strich und leichter Lineatur zu bevorzugen, die im Gegensatz zu späteren Illustrationen nur „schwebend“ im Text erscheinen. Ein dritter Stil verwendete die breite Feder anstelle der spitzen. Mit der markanten Kontur und der damit einhergehenden abstrahierenden Verkürzung gelang es ihm, das Charakteristische einer Person, eines Vorgangs noch stärker herauszustellen. Die Expressivität der Formulierung führt zu größerer Strenge in der Aussage. Eine nochmalige Veränderung des Stils um 1956 verstärkte die tragenden Linien und Schraffuren.

### Künstlerische Tätigkeit nach 1945

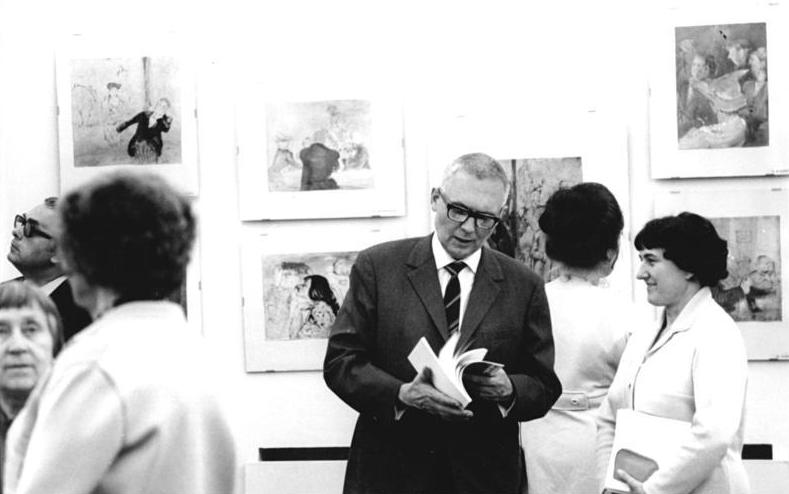
Hegenbarth-Ausstellung 1970

Nach seiner Rückkehr nach Dresden im Oktober 1945 erhielt Josef Hegenbarth 1946 eine Anstellung an der Hochschule für Werkkunst sowie im April 1947 eine Professur für Malerei an der Hochschule für Bildende Künste, die er bis 1949 wahrnahm. Einige Bindungen zu seinen Schülern blieben bis an sein Lebensende erhalten. In der Nachkriegszeit beteiligte er sich an wichtigen Kunstausstellungen, die der deutschen Gegenwartskunst gewidmet waren: Dresden 1946 „Allgemeine Deutsche Kunstausstellung“, Augsburg 1947 „Künstler der Ostzone“, Baden-Baden 1947 „Deutsche Kunst der Gegenwart“, Köln 1949 „Deutsche Malerei und Plastik der Gegenwart“ und im selben Jahr in den weiteren Städten München „Kunstschaffen in Deutschland“, London „Modern German Prints and Drawings“ und Zürich „Kunst in Deutschland 1930–1949“.
In Halle (Saale) richtete der Museumsleiter und Kunsthistoriker Gerhard Händler (1906–1982) 1948 Josef Hegenbarth eine große Werkschau ein, bevor er selbst 1949 nach Duisburg ging und als Direktor das Lehmbruck-Museum übernahm. Auch Will Grohmann widmete Hegenbarth 1948 eine Monographie, die in Potsdam erschien.
Von 1946 bis 1950 arbeitete Hegenbarth regelmäßig für den Berliner Ulenspiegel und wenige Male für den Münchner Simpl. Die unmittelbare Nachkriegszeit erlebte er als einen befreienden Aufbruch. Er wurde in Zeitschriften und Beiträgen von Kunsthistorikern anerkannt, viele Galerien und Kunstvereine zeigten seine Werke, Verlage und Verleger in Ost- und Westdeutschland erteilten ihm Illustrationsaufträge. 1949 erschien im Dresdener Wolfgang Jess Verlag mit „Bücherwahn“ das erste Buch, zu dessen Illustrierung sich Hegenbarth der Tuschzeichnung bediente. In der großen Anzahl der entstandenen freien Blätter und Illustrationen wird seine ungebrochene und erneuerte Schaffenskraft deutlich, und er war der einzige deutsche Künstler, der in dieser Zeit gleichermaßen in der DDR und Bundesrepublik präsent war. Dies wird auch in den Ehrungen deutlich, die er in dieser Zeit erhielt, wie den Nationalpreis der DDR 2. Klasse 1954. Im Jahr darauf wurde er korrespondierendes Mitglied der Deutschen Akademie der Künste, 1956 Außerordentliches Mitglied der Berliner Akademie der Künste und 1960 Mitglied der Bayerischen Akademie der Schönen Künste.

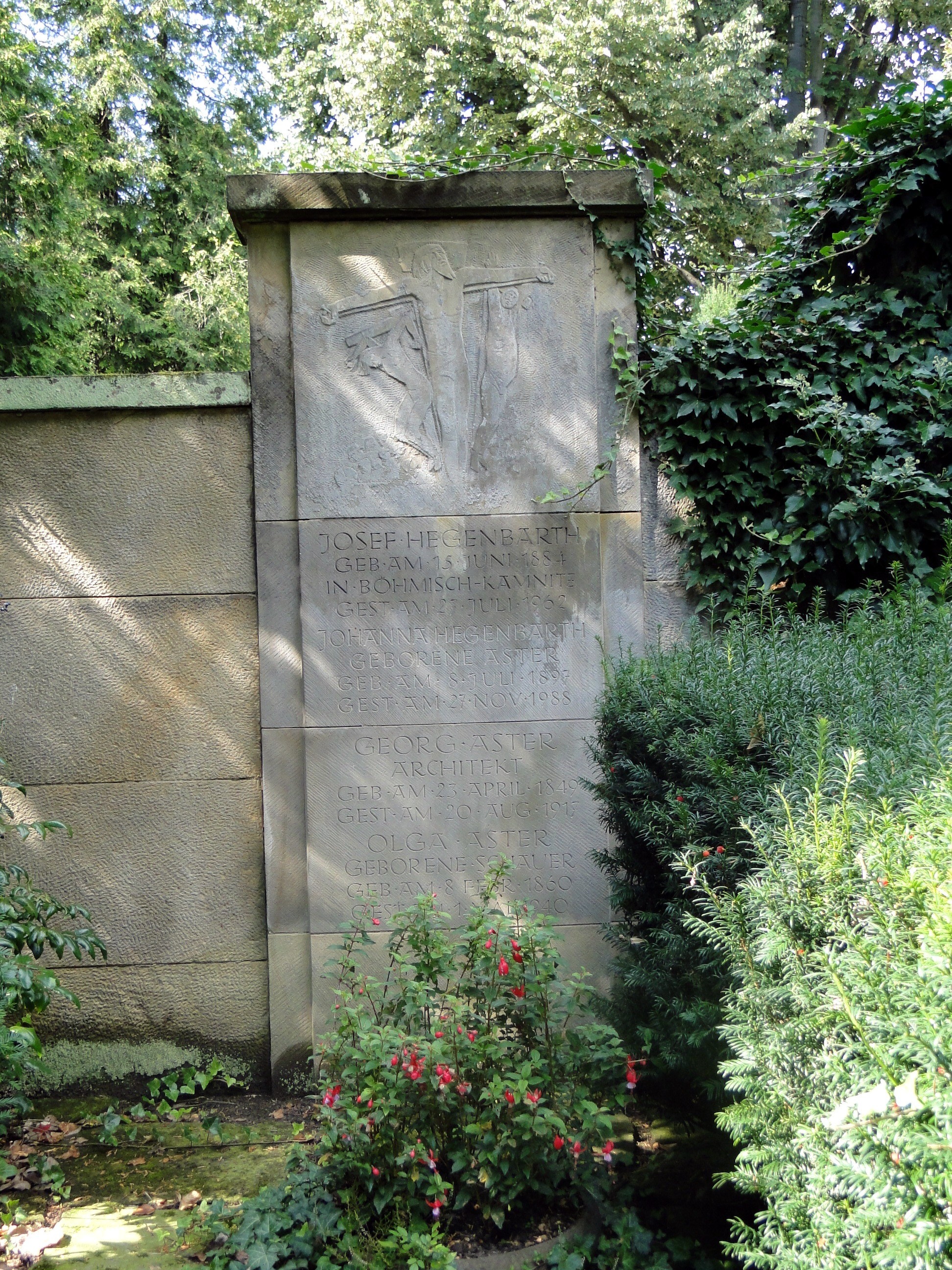
Grab von Josef Hegenbarth auf dem Loschwitzer Friedhof

Die literarische Illustration und biblische Themen blieben bis zu seinem Tod sein zeichnerischer Schwerpunkt. Der Architekt Hans Schwippert und Heinz Endres, Dompfarrer der St.-Hedwigs-Kathedrale Berlin, beauftragten Hegenbarth mit seinem letzten großen Auftrag: Für die neugeschaffene Unterkirche schuf er 14 schwarzweiße Pinselzeichnungen, die die Kreuzwegstationen Christi zeigen. Es ist das einzige Werk, das Hegenbarth als Teil eines Gesamtkunstwerks und zur dauerhaften Anschauung im öffentlichen Raum konzipierte.
Hegenbarth hatte eine bedeutende Anzahl von Einzelausstellungen und Ausstellungsbeteiligungen. U.a. beteiligte er sich 1945/1946 an der ersten Kunstausstellung in Dresden nach Kriegsende („Freie Künstler. Ausstellung Nr. 1“) und von 1946 bis 1963 an allen Deutschen Kunstausstellung in Dresden.
Im Herbst 1961 machte sich eine schwere Erkrankung bemerkbar, die seine Arbeitsintensität beeinträchtigte. Am 25. Juli 1962 entstand ein letztes Blatt – Nächtliche Überfahrt – als eine freie Zeichnung in mehreren Fassungen zur Legende von Sankt Julian dem Gastfreien, die ihn durch vier Jahrzehnte begleitet hatte. Noch am gleichen Tag begab er sich zu einer Bluttransfusion ins Krankenhaus. Am folgenden Tag bat er seine Frau ihm Zeichenutensilien zu bringen, doch er starb unerwartet am 27. Juli 1962 im Alter von 78 Jahren.
Sein Wohnhaus, für das seine Witwe das Dresdener Kupferstichkabinett als Erben bestimmte, ist heute ein wissenschaftliches Archiv, monografisches Museum sowie Ausstellungs- und Veranstaltungsort. Der Name Josef-Hegenbarth-Archiv geht auf Johanna Hegenbarth zurück, die unmittelbar nach dem Tod ihres Mannes mit der Aufarbeitung seines umfangreichen Werkes begann.
Hegenbarths künstlerisch gestaltetes Grab, das er selbst entworfen hat, befindet sich auf dem Loschwitzer Friedhof.

## Familie
Hegenbarths Neffe zweiten Grades, war der als Hannes Hegen bekannte Comicautor, Comiczeichner, Karikaturist, Maler und Zeichner Johannes Hegenbarth (1925–2014). Die Schauspielerin Wolke Hegenbarth (* 1980) ist eine Urenkelin seines Cousins.

## Mitgliedschaften und Ehrungen
Hegenbarth wurde 1915 Mitglied der Künstlervereinigung Dresden. Seit 1921 war er stimmberechtigtes Mitglied in der Aufnahme-Jury, seit 1931 wirkte er im Vorstand mit. Bis zur Auflösung 1939 nahm er regelmäßig an den Ausstellungen der Künstlervereinigung teil. Im Jahr 1926 wurde er Mitglied der Wiener Secession und 1929 Mitglied der Prager Secession. Dem Deutschen Künstlerbund trat er ebenfalls bei und war ab 1952 in zahlreichen Ausstellungen sowie auf allen großen westdeutschen Jahresausstellungen vertreten. Des Weiteren war er Ehrenmitglied im Verband Bildender Künstler der DDR.
1954 wurde Hegenbarth der Nationalpreis der DDR II. Klasse für seine Illustrationen zu Gogols Die toten Seelen (Verlag Philipp Reclam jun. Leipzig, 1951) und zu Goethes Reineke Fuchs verliehen. Im selben Jahr erfolgte die Wahl zum Ordentlichen Mitglied der Deutschen Akademie der Künste Berlin (Ost). 1955 wurde er Korrespondierendes Mitglied der Akademie der Künste Berlin (West) und 1956 deren Außerordentliches Mitglied. 1959 erhielt er den Joseph-Drexel-Preis der Joseph-E.-Drexel-Stiftung sowie im gleichen Jahr den Deutschen Kritikerpreis des Verbandes deutscher Kritiker. 1960 ernannte man ihn zum Ordentlichen Mitglied der Bayerischen Akademie der Schönen Künste in München. Ein Jahr vor seinem Tod, 1961, erhielt er die Ehrenmitgliedschaft der Maximilian-Gesellschaft für alte und neue Buchkunst.

## Selbstreflexion
„Meine Kunst wird durch zweierlei bedingt: durch Naturstudium und durch meine Phantasie.“

## Werk
Josef Hegenbarth beherrschte verschiedene Zeichen- und Maltechniken. Eine Übersicht bieten zwei Ausstellungskataloge.

### Zeichnungen
Am häufigsten zeichnete er mit Feder und Pinsel in Farbe oder schwarzweiß, wobei sein eigener künstlerischer Ausdruck sichtbar wird.
Vom Gesamtwerk Josef Hegenbarths werden bisher nur die Arbeiten auf Papier wissenschaftlich erfasst. Ein Werkverzeichnis der Handzeichnungen (WV) mit ca. 17.730 Blättern wurde von Ulrich Zesch erarbeitet und wird bis heute fortlaufend aktualisiert. Es geht auf die Begegnung des Autors mit der Witwe des Künstlers, Hanna Hegenbarth, in Weimar 1980 zurück. Zesch teilte das Werk in Sujets ein: Biblische Blätter (273), Darstellung des Menschen (1211 Blätter), Szenen des Alltags und einige wenige Landschaftsdarstellungen (2182), Zirkus und Kabarett (716), Tiere (1766), Märchen und Weltliteratur (9144 Blätter), die den Großteil der Zeichnungen und zwei Drittel von Hegenbarths Gesamtwerk ausmachen. Das einsehbare WV konnte (Stand August 2018) wegen offener Datierungsfragen der chronologisch zu vergebenden WV-Nummern nicht abgeschlossen werden.

#### 1917–1919 in Prag entstandene Radierungen
Edda: Kunde der Wala (10 Ätzradierungen, nicht vollständig erhalten, 5 davon im Josef-Hegenbarth-Archiv (JHA) Dresden, 1914) / Wieland der Schmied (Stoff aus der „Edda“, 11 Lithographien, Kunstsalon Emil Richter Dresden, 8 davon im JHA Dresden, 1916) / Gilgamesch (11 Kaltnadelradierungen, Galerie Ernst Arnold Dresden, 1919) / Strindberg-Phantasien (9 Kaltnadelradierungen, Verlag J. J. Weber Leipzig, 1920) / Nibelungenlied (23 Kaltnadelradierungen, Galerie Ernst Arnold Dresden, 1920) / Moses, I. und II. Buch (17 Kaltnadelradierungen, Verlag Fritz Gurlitt Berlin, 1921) / Salambo (nach einem Roman von G. Flaubert, 20 Kaltnadelradierungen, 1921) / Faust (7 Lithographien, Gesellschaft für vervielfältigende Kunst Wien, 1922) / Münchhausen (14 Kaltnadelradierungen, Eigenverlag, 1922) / Shakespeare: Julius Caesar (15 Kaltnadelradierungen, Bavaria Verlag, 1922/23) / Shakespeare: Macbeth (15 Kaltnadelradierungen, Eigenverlag, 1923) / Vasantasena (17 Kaltnadelradierungen, Verlag J. J. Weber Leipzig, 1923) / Goethe: Reineke Fuchs (16 Kaltnadelradierungen, Eigenverlag, 1923) / J. G. Herder: Stimmen der Völker in Liedern (36 Kaltnadelradierungen, Eigenverlag, 1924) / Goethes Balladen (30 Kaltnadelradierungen, Eigenverlag, 1924) / Wieland: Pervonte oder „Die Wünsche“ (17 Kaltnadelradierungen, Eigenverlag, 1924) / Alexanders Zug gegen die Perser (25 Kaltnadelradierungen, Eigenverlag, 1924): Die Tepler deutsche Bibel des 14. Jahrhunderts (5 Lithographien, Verlag Stiepel Reichenberg, 1929) / Münchhausen, 2. Fassung (14 Kaltnadelradierungen, Eigenverlag, 1929). Bisher unbekannt geblieben ist die Folge Das Weib. In ihr formuliert er seine von Kulturgeschichte und Religion geprägten künstlerischen Vorstellungen von Weiblichkeit und legt sie in 10 Entwürfen nieder: Aphrodite (Lewinger 20, vgl. WV Druckgraphik, in: Kat. Weimar 1980), Die Dirne (Lew. 144), Die Nonne (Lew. 146), Innocentia (nicht bei Lew.), Judith (Lew. 115), Maria (nicht bei Lew.), Messalina (Lew. 21), Pompadour (Lew. 145), Sirenen (Lew. 117), Venus (Lew. 137),  (10 Kaltnadelradierungen als Probedrucke, Eigenverlag, 1926).

### Ölgemälde
Öl- und Leimfarbenzeichnungen sowie die Aquarellzeichnungen nehmen nur einen kleinen Teil ein.
Ein Werkverzeichnis der ca. 800 bis ca. 1950 entstandenen Ölgemälde Hegenbarths sowie seiner ca. 1200 graphischen Arbeiten (Lithographien, Ätz- und Kaltnadelradierungen) steht aus. Ein vorläufiges unvollständiges Werkverzeichnis der Druckgraphik hat Ernst Lewinger im Weimarer Ausstellungskatalog von 1980 veröffentlicht.

### Bücher mit Illustrationen Hegenbarths (unvollständig)
- Johann Karl August Musäus: Der geraubte Schleier. Libussa. Schmidt-Verlag, Berlin, 1949. (Volksmärchen der Deutschen 3)
- Johann Karl August Musäus: Melechsala. Schmidt-Verlag, Berlin, 1949. (Volksmärchen der Deutschen 4)
- Aesop Fabeln. E. Hauswedell, Hamburg, 1949
- John Steinbeck: Die Perle. Diana Verlag Konstanz, 1949
- Wunderseltsame, abenteuerliche, unerhörte Geschichten und Taten der Lalen zu Laleburg. Woldemar Klein, Baden-Baden, 1956
- Alphonse Daudet: Tartarin von Tarascon. N.J. Hoffmann Köln - Berlin, 1958
- Pinselzeichnungen zum Neuen Testament. Mit einer Einführung von Franz Henel. Verlag Ernst Kaufmann, 1960
- E.T.A. Hoffmann. Das Fräulein von Scuderi. Erzählung aus dem Zeitalter Ludwigs XIV. Reclam, 1960
- Gustave Flaubert: Drei Erzählungen. Verlag Philipp Reclam jun. Leipzig, 1960
- John Gay: Die Bettleroper. Verlag Philipp Reclam jun. Leipzig, 1961
- Honoré de Balzac: Das Chagrinleder. Verlag Philipp Reclam jun. Leipzig, 1956 (mit 142 Illustrationen)
- Joseph Hegenbarth. Märchen und Fabeln. 24 Blätter aus dem Nachlaß. Insel-Verlag, Leipzig, 1964 (Insel-Bücherei 790; Geleitwort Karl-Heinz und Annegret Janda)
- Hans Urs von Balthasar: Der Kreuzweg der St.-Hedwigs-Kathedrale in Berlin. St. Benno-Verlag, Leipzig, 1964 (Text Fritz Löffler)
- Hans Marquardt (Hrsg.): Salto mortale. Zirkusgeschichten. Henschel-Verlag, Berlin, 1968
- Charles de Coster: Smetse Smee. Der Morgen, Berlin, 1972
- Wilhelm Hauff: Die Karawane. F.A. Herbig, München, 1973
- Die Diebe und der Hahn. Fabeln des Äsop und äsopische Fabeln des Phädrus. Verlag Philipp Reclam jun. Leipzig, 1975
- Gottfried August Bürger: Wunderbare Reisen Feldzüge und Abenteuer des Freiherrn von Münchhausen. Verlag der Nation, Berlin, 1976
- Charles Nodier, Gustave Flaubert, Charles Asselineau: Bücherwahn. Buchverlag deer Morgen, Berlin, 1976
- Stimmen der Völker in Liedern. Verlag der Nation, Berlin, 1978
- Lew Tolstoi: Polikuschka. Rütten & Loening, Berlin, 1978
- E.T.A. Hoffmann: Meister Martin der Küfner und seine Gesellen. Historische Novelle. Verlag der Nation, Berlin, 1984
- Heinrich von Kleist: Erzählungen. Verlag der Kunst, Dresden, 1988
- Maxim Gorki: Erzählungen aus dem alten Russland. Verlag Philipp Reclam jun. Leipzig, 1983

## Ausstellungen (Auswahl)
Besonders nach dem Ende des NS-Staats wurden seine Werke in beiden Teilen Deutschlands gezeigt.

### Ausstellungsbeteiligungen
Schon 1924 war Josef Hegenbarth in Dresden mit 58 Werken an einer Ausstellung beteiligt. 1926 war er in Prag mit 119 Werken vertreten und 1928 mit 68 Werken, in Berlin 1930 mit 90 Werken.
Hegenbarths Zeichnungen und Illustrationen wurden posthum in zahlreichen Ausstellungen im In- und Ausland gezeigt u. a. 1964 auf der documenta III in Kassel sowie unter anderem in Linz (1962, 1975), London (1971), Prag (1963, 1976, 1981) und Wien (1975).

### Einzelausstellungen
- Kiel, 1925: mit 27 Zeichnungen und vier Mappenwerken
- Dresden, 1954: „Josef Hegenbarth zum 70. Geburtstag.“ Staatliche Kunstsammlungen Dresden (180 Werke).
- Dresden, 1957: „Ausstellung Josef Hegenbarth. Rückgeführte Bilder aus der ČSR und neueste Graphik.“ Staatliche Kunstsammlungen Dresden (133 Werke).
- Duisburg, 1958: „Josef Hegenbarth. Gemälde, Tempera-Arbeiten, Zeichnungen, illustrierte Bücher.“ Städtisches Kunstmuseum Duisburg (171 Werke, davon 20 Ölgemälde).
- Berlin und München, 1959: „Josef Hegenbarth zum 75. Geburtstag. Gemälde und Zeichnungen.“ Nationalgalerie, Staatliche Museen zu Berlin, und Bayrische Akademie der Schönen Künste München (257 Werke).
- Stuttgart, 1966: „Josef Hegenbarth.“ Württembergischer Kunstverein Stuttgart (392 Werke).
- Berlin, 1970: „Josef Hegenbarth. Zeichnungen und Gemälde aus den Jahren zwischen 1920 und 1962.“ Deutsche Akademie der Künste zu Berlin (169 Werke).
- Weimar, 1980: „Josef Hegenbarth. Werke aus dem Nachlass.“ (343 Werke).
- Dresden, 1984: „Josef Hegenbarth zum 100. Geburtstag.“ Staatliche Kunstsammlungen Dresden (727 Werke).
- Offenbach, 1987: „Der Illustrator Josef Hegenbarth 1884–1962. Zeichnungen, farbige Blätter, Grafiken und illustrierte Bücher.“ Klingspor-Museum (246 Werke).
- Cheb/Liberec, 2003: „Josef Hegenbarth 1884–1962“ (139 Werke).

## Schüler
Josef Hegenbarths Schüler waren unter anderen Alexander Alfs, Wolfgang Beier, Robert Diedrichs, Heinz Drache, Traute Gruner, Heinz Hausdorf, Margarete Jahny, Ernst Lewinger und Gerhard Uhlig.